# Рехмира
Рехмира, Рехмир (егип. Rekh-Mi-Re «Знающий, как Ра») — государственный деятель XVIII династии Древнего Египта, занимавший во время правления Тутмоса III и Аменхотепа II посты «градоначальника Города» (то есть Фив), судьи и чати Верхнего Египта. Он оставил о себе автобиографический рассказ «Наставление визиря» в Фиванском некрополе.

## Биография

### Происхождение
Рехмира приходился внуком визиря Аамету (также именуемого Яхмос), управлявшего Верхним Египтом в начале правления женщины-фараона Хатшепсут, и племянником визиря Усерамона (Усер), наследовавшего своему отцу на пятом году правления Хатшепсут. По неизвестным причинам пост Усера наследовал племянник, а не многочисленные сыновья.
Родителями Рехмира были отец wab-жрец Амона Нефервебен и мать Бет. В заупокойной капелле Рехмира (TT100) надписи называют жену Мерит, 4 дочерей (Мутнофрет, Тахат), 5 сыновей (Менхеперра-Сонеб, Аменхотеп, Мери, а также Кенамон, возможно, сын или внук Рехмира) и 6 других безымянных детей. Говорится, что все его братья служат вне дворца. И жена, и мать Рехмира носили высокие титулы khekeret nisut («украшение фараона»), что может говорить о том, что они вышли из царского гарема или служили придворными дамами, происходили из знатных семей.

### Во власти

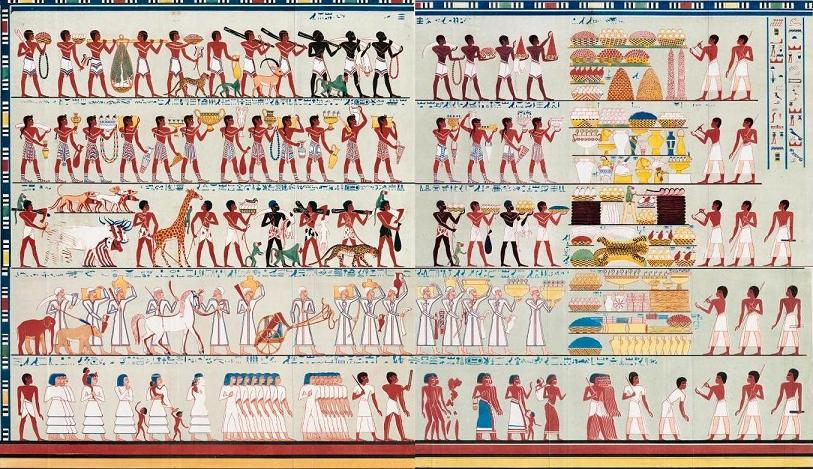
Стела Рехмира — иноземцы (из страны Пунт, нубийцы, народы моря / кефтиу и сирийцы), приносящие дары, дань и рабов в Египет.

Рехмира занимал посты градоначальника Фив и жреца в Гелиополе до своего возвышения до основного советника фараона. Во время военных кампаний Тутмоса III Рехмира управлял не только Верхним Египтом, а всеми египетскими владениями фараона. Сохранившиеся в гробнице Рехмира изображения и тексты дают полную картину государственной деятельности в Египте Нового царства и подтверждают ключевую роль визиря и фараона в управлении страной. Рехмира изображён принимающим людей с подношениями из Пунта, Кефтиу, Ретену и Нубии: пунтиец привёз гепарда, страусиные перья и яйца, дерево; эйгейцы несут прекрасные металлические вазы; нубийцы — золото, слоновую кость, эбеновое дерево, страусиные яйца и перья, шкуры животных, живых леопарда, бабуина, обезьяну, взобравшуюся на шею жирафа; сирийцы прибыли с лошадьми, колесницами, медведем и слоном.
Один из важнейших древнеегипетских административных текстов, так называемые «Наставление визиря» о рабочих буднях визиря, известен и из других гробниц, но в гробнице Рехмира (TT100) сохранился лучшим образом.
Рехмира также занимал должности Верховного жреца Ра в Гелиополе, жреца богини Маат и «хранителя законов справедливости».

### Смерть
Как закончилась его деятельность, неизвестно. Судя по сколотым изображениям Рехмира в его гробнице, он мог впасть в немилость при Аменхотепе II. Никто более из его родственников не занимал высоких постов.
Захороненных в гробнице нет, они не были найдены. Возможно, называемая гробницей TT100 является святилищем или неоконченной частью гробницы Рехмира, который не был там захоронен, но может покоиться где-то в Долине царей.
В книге египтолога и иллюстратора Нины де Гарис Дэвис содержится подробное описание гробницы. Сцены из неё легли в основу повествования книги «Жизнь во времена фараонов» популяризатора археологии Леонарда Коттрелла.